# Martiněveský potok
Martiněveský potok je pravostranný přítok Jílovského potoka v okrese Děčín v Ústeckém kraji. Plocha povodí činí 0,6 km² a délka 1,4 km.

## Průběh toku
Potok pramení pod vrchem Klobouk (502 m n. m.), zhruba 300 metrů severozápadně od děčínské místní části Krásný Studenec v nadmořské výšce přibližně 407 m. Po celé své délce teče severozápadním směrem. Většinou protéká lesem, avšak ve střední části toku má charakter lužního lesa. Na posledních 250 metrech vtéká do pískovcového kaňonu, kde podtéká železniční trať Děčín – Oldřichov u Duchcova, která je přezdívaná Kozí dráha. Do Jílovského potoka se Martiněveský potok vlévá na 6,8 říčním kilometru v nadmořské výšce přibližně 212 m.

### Přítoky
Jediným přítokem Martiněveského potoka je levostranný bezejmenný potok na 1,0 říčním kilometru. Délka toku činí 0,1 km.

## Vodní režim
Martiněveský potok není příliš vodnatý tok, zapříčiněno je to malou délkou a plochou povodí. V létě vysychá. 

## Galerie

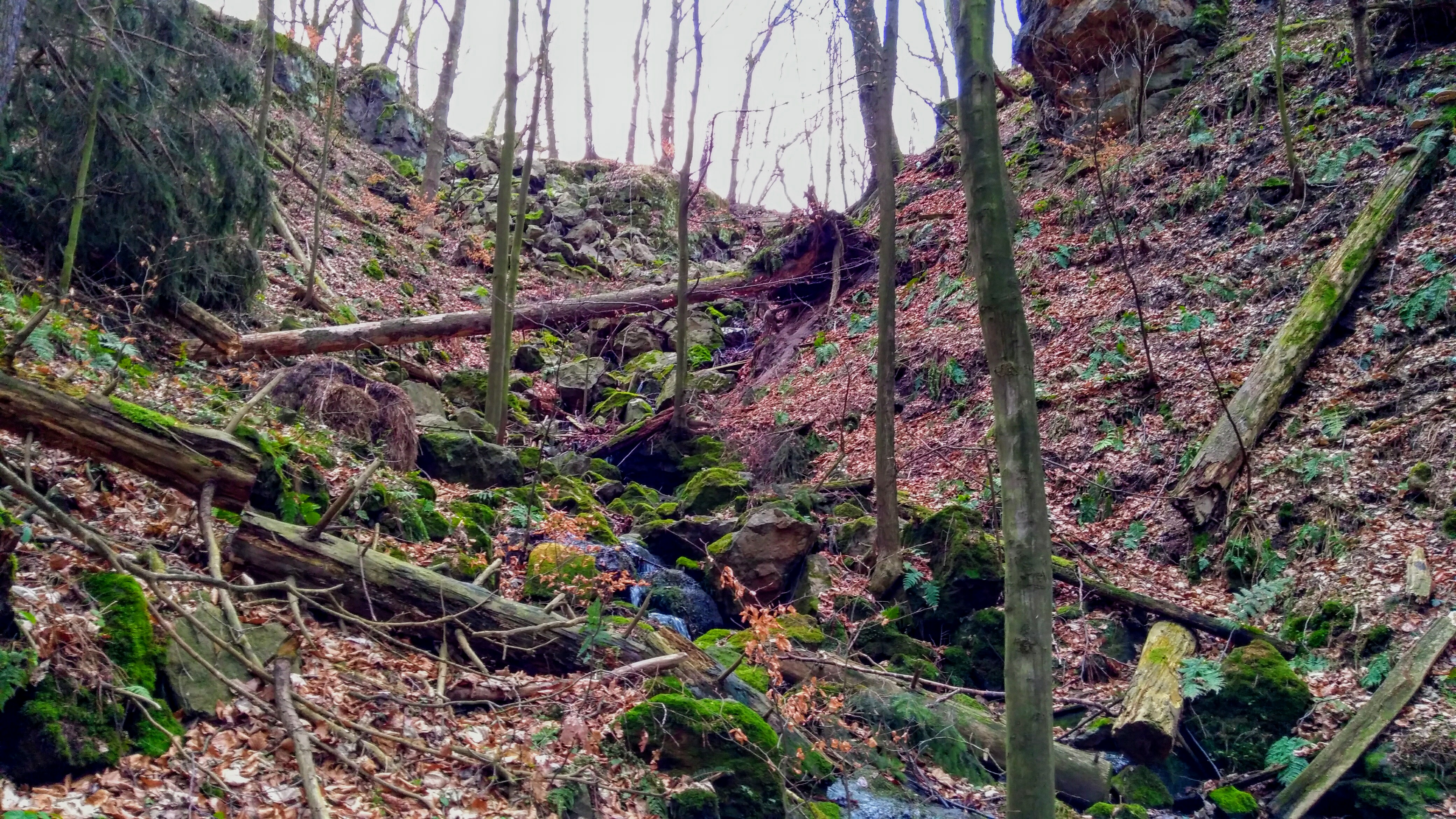
Údolí Martiněveského potoka.
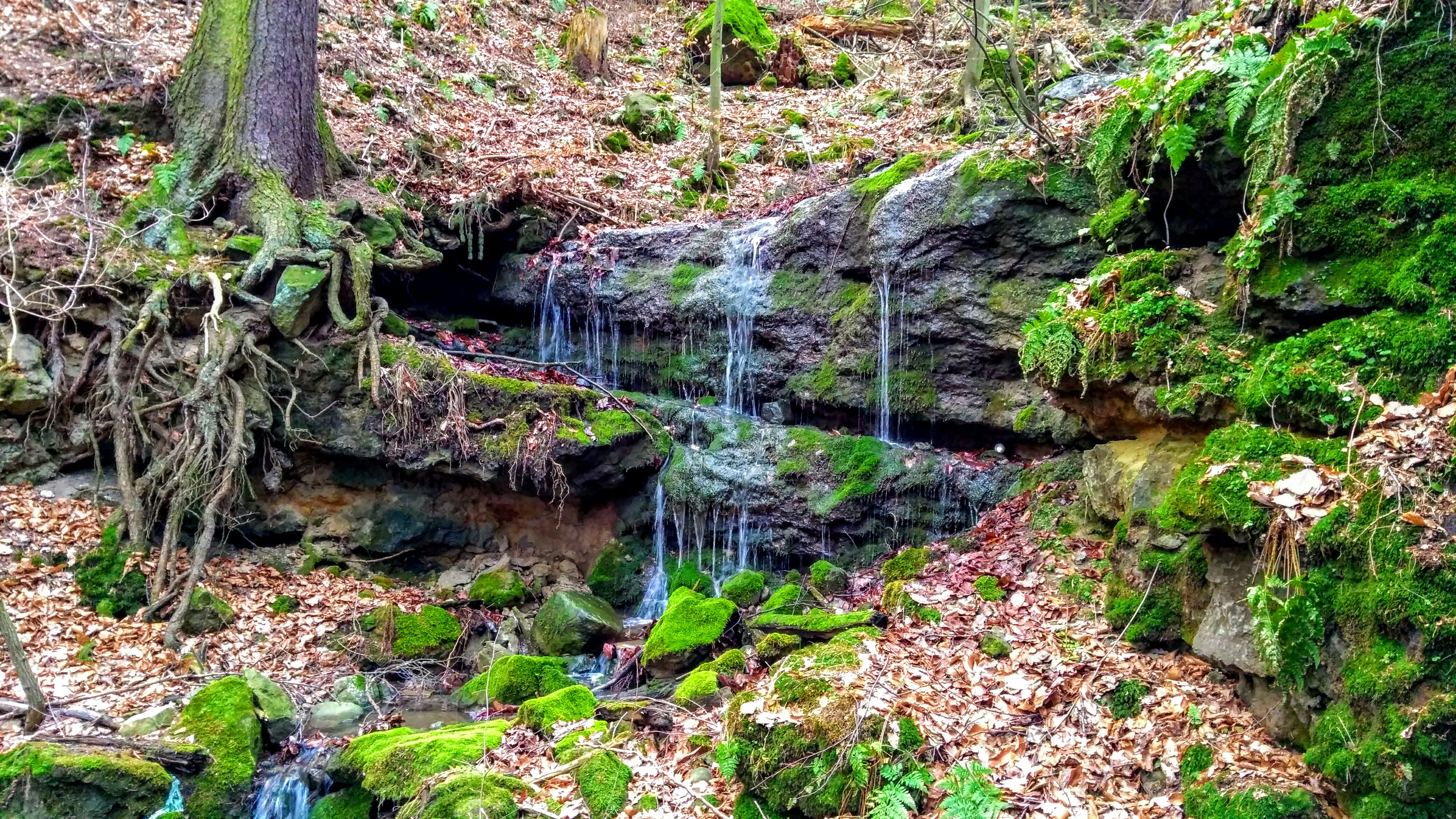
Vodopád v údolí potoka.
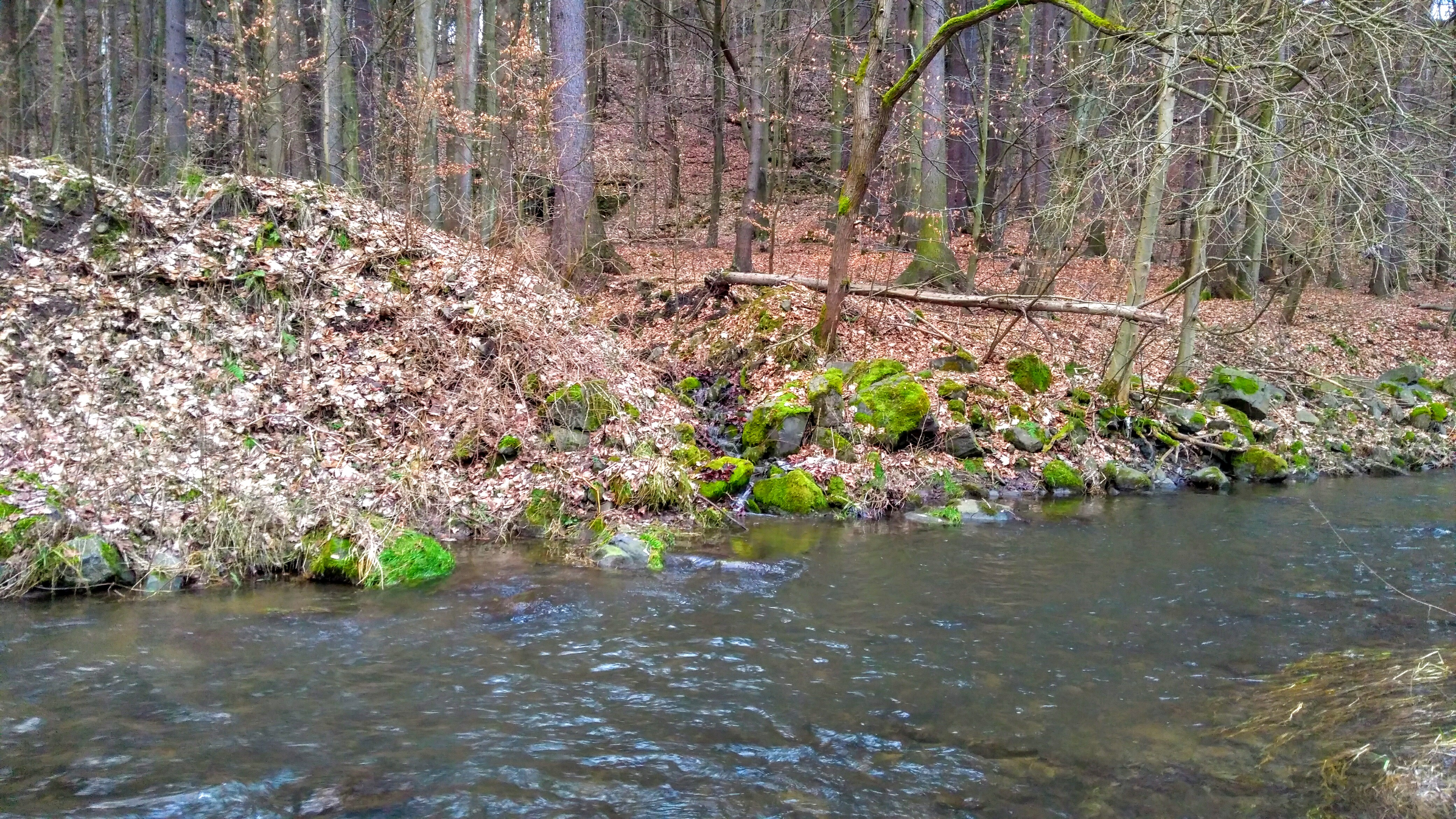
Ústí do Jílovského potoka.